# Euxoa cymograpta
Euxoa cymograpta là một loài bướm đêm trong họ Noctuidae.